# أندريه بورليتي
أندريه بورليتي (بالإنجليزية: Andre Purlette)‏ مواليد 4 نوفمبر 1973 في غيانا، هو ملاكم غياني يصنف ضمن فئة الوزن الثقيل.

## إحصائيات
خاض خلال مسيرته 44 نزالا، فاز في 40 ولم يتعادل وخسر في 4. فاز بالضربة القاضية في 35 نزالا.

## روابط خارجية
- أندريه بورليتي على موقع بوكس ريك (الإنجليزية) (registration required)